# 昙柯迦罗
曇柯迦羅（生卒年不詳），（IAST：Dharma-kāla），又作、曇摩柯羅、曇柯羅，中文意譯為「法時」，中天竺人，佛教比丘。曇柯迦羅在曹魏時期來到中國，他在佛教東傳過程中，最大的貢獻是譯出《僧祇戒心》，為中國佛教戒律的萌芽打下基礎。

## 生平
曇柯迦羅出生於樂善好施的富有人家，幼時聰慧過人，讀書一遍，就能過目成誦、曉暢文義。曇柯迦羅早年涉獵吠陀經典及圖讖學說，對於五明的學問，有廣泛的學習和研究。加上優異的天賦，曾自負「天下文理，畢己心腹」。二十五歲時，在僧坊中看到《法勝毘曇》，經再三閱讀，領略佛門智慧廣大，教理精深，因此捨棄世間名祿，發心出家為僧，廣學佛教大小乘經典及戒律。
曹魏時期，來到中國。於魏文帝黃初三年，游化在許、洛一帶。齊王曹芳的嘉平二年，於洛陽集合諸僧傳授戒律。這個時期，一方面，中國佛教與道教仍然在進行對話；另一方面，佛教初傳，許多教典教理都還沒有深耕中土。曇柯迦羅認為佛教律典文繁而雜，即便翻譯之後，也有難以實行的地方，所以僅譯出《僧祇戒心》，讓出家人作為日常修行的軌範。這是中國傳授「戒律」的開始。

## 《僧祇戒心》
就字面來看，這是一本關於佛教戒律、戒規的典籍。據《歷代三寶記》、《大唐內典錄》，皆稱本書為《僧祇戒本》，但在《高僧傳‧卷一》、《四分律含注戒本疏行宗記‧卷一》都記載為《僧祇戒心》，《開元釋教錄》則二種用法並存。
律典的內容，記載著每一條戒規的制定初機和詳細內容，較為繁長。相對而言，戒本的用途，在於簡單排列每一條戒規，方便僧侶讀誦遵行。在佛典裡頭，「心」有精要之義，如為普世所熟悉的《般若波羅蜜多心經》，為六百卷《大般若經》的心髓精要。相對於律典的繁長，《僧祇戒心》的題名以「戒心」命名，即是取其簡扼、精要之義，這也是曇柯迦羅在翻譯戒本時，考量「以律部曲制，文言繁廣」的用意。